# Lake Mangakaware
Der Lake Mangakaware ist ein See im Waipa District der Region Waikato auf der Nordinsel von Neuseeland.

## Geographie
Der Lake Mangakaware befindet sich rund 12,8 km südsüdwestlich von der größeren Stadt Hamilton, rund 10 km nordwestlich von Te Awamutu und rund 5,5 km nördlich von Pirongia. Der Waipā River ist rund 3,0 km westlich zu finden.
Mit einer Flächenausdehnung von rund 15 Hektar erstreckt sich der See über eine Länge von rund 760 m in Nord-Süd-Richtung und misst an seiner breitesten Stelle rund 340 m in Ost-West-Richtung. Auf einer Höhe von 28 m liegend misst die tiefste Stelle des Sees 4,8 m. Der pH-Wert des Gewässers liegt bei 7,0.
Der See besitzt einen Hauptzufluss aus dem Norden und entwässert insgesamt eine Fläche von rund 2,38 km². Ein Großteil davon sind Torfböden. Der See selbst entwässert an seinem südlichen Ende in Richtung des Mangakaware Stream, der später in den Waipā River mündet.